# Saint-Agrève
Saint-Agrève település Franciaországban, Ardèche megyében. Lakosainak száma 2300 fő (2022. január 1.). Saint-Agrève Désaignes, Devesset, Mars, Saint-Jean-Roure, Saint-Jeure-d’Andaure, Saint-Prix, Le Chambon-sur-Lignon, Belsentes és Saint-Julien-d’Intres községekkel határos.

## Népesség
A település népessége az elmúlt években az alábbi módon változott:
| Lakosok száma | 2434 | 2723 | 2762 | 2588 | 2528 | 2419 | 2353 | 2377 | 2350 | 2300 |
|               | 1968 | 1982 | 1990 | 2006 | 2013 | 2015 | 2017 | 2019 | 2020 | 2022 |